# Mistrzostwa Świata w Piłce Nożnej 2022 (eliminacje strefy CONMEBOL)

## Drużyny
| Drużyna   | Liczba występów w MŚ | Najlepszy wynik w MŚ                       |
| Argentyna | 17 (1930, 1934, 1958, 1962, 1966, 1974, 1978, 1982, 1986, 1990, 1994, 1998, 2002, 2006, 2010, 2014, 2018)                         | Mistrzostwo (1978, 1986)                   |
| Boliwia   | 3 (1930, 1950, 1994) | Faza grupowa (1930, 1950, 1994)            |
| Brazylia  | 21 (1930, 1934, 1938, 1950, 1954, 1958, 1962, 1966, 1970, 1974, 1978, 1982, 1986, 1990, 1994, 1998, 2002, 2006, 2010, 2014, 2018) | Mistrzostwo (1958, 1962, 1970, 1994, 2002) |
| Chile     | 9 (1930, 1950, 1962, 1966, 1974, 1982, 1998, 2010, 2014)                                                                          | III miejsce (1962)                         |
| Ekwador   | 3 (2002, 2006, 2014) | 1/8 finału (2006)                          |
| Kolumbia  | 6 (1962, 1990, 1994, 1998, 2014, 2018)                                                                                            | Ćwierćfinał (2014)                         |
| Paragwaj  | 8 (1930, 1950, 1958, 1986, 1998, 2002, 2006, 2010)                                                                                | Ćwierćfinał (2010)                         |
| Peru      | 5 (1930, 1970, 1978, 1982, 2018)                                                                                                  | Ćwierćfinał (1970)                         |
| Urugwaj   | 13 (1930, 1950, 1954, 1962, 1966, 1970, 1974, 1986, 1990, 2002, 2010, 2014, 2018)                                                 | Mistrzostwo (1930, 1950)                   |
| Wenezuela | 0 | –                                          |

## Terminarz
12 marca 2020 r. FIFA ogłosiła, że mecze 1 i 2 kolejki, które miały się odbyć w marcu 2020 r., zostały przełożone z powodu Pandemii COVID-19, a nowe daty zostaną potwierdzone wkrótce.
10 lipca 2020 FIFA ogłosiła, że kwalifikacje rozpoczną się w październiku 2020.
| Nr kolejki | Termin                |
| ---------- | --------------------- |
| 1.         | 8-9 października 2020 |
| 2.         | 13 października 2020  |
| 3.         | 12-13 listopada 2020  |
| 4.         | 17 listopada 2020     |
| 5.         | 10 października 2021  |
| 6.         | 5 września 2021       |

| Nr kolejki | Termin               |
| ---------- | -------------------- |
| 7.         | 3-4 czerwca 2021     |
| 8.         | 8 czerwca 2021       |
| 9.         | 2 września 2021      |
| 10.        | 9 września 2021      |
| 11.        | 7 października 2021  |
| 12.        | 14 października 2021 |

| Nr kolejki | Termin              |
| ---------- | ------------------- |
| 13.        | 11 listopada 2021   |
| 14.        | 16 listopada 2021   |
| 15.        | 27-28 stycznia 2022 |
| 16.        | 1 lutego 2022       |
| 17.        | 24 marca 2022       |
| 18.        | 29 marca 2022       |

## Format
W jednej grupie złożonej z 10 zespołów zmierzą się reprezentacje narodowe z Ameryki Południowej. Mecze rozgrywane będą systemem kołowym.
Najlepsze 4 zespoły awansują do Mistrzostw Świata 2022, a piąta reprezentacja zmierzy się w barażu interkontynentalnym.

## Tabela
| Lp. | Drużyna   | M  | Mecze | Mecze | Mecze | Bramki | Bramki | Bramki | Pkt |
| Lp. | Drużyna   | M  | W     | R     | P     | +      | −      | +/−    | Pkt |
| --- | --------- | -- | ----- | ----- | ----- | ------ | ------ | ------ | --- |
| 1.  | Brazylia  | 17 | 14    | 3     | 0     | 40     | 5      | +35    | 45  |
| 2.  | Argentyna | 17 | 11    | 6     | 0     | 27     | 8      | +19    | 39  |
| 3.  | Urugwaj   | 18 | 8     | 4     | 6     | 22     | 22     | 0      | 28  |
| 4.  | Ekwador   | 18 | 7     | 5     | 6     | 27     | 19     | +8     | 26  |
| 5.  | Peru      | 18 | 7     | 3     | 8     | 19     | 22     | −3     | 24  |
| 6.  | Kolumbia  | 18 | 5     | 8     | 5     | 20     | 19     | +1     | 23  |
| 7.  | Chile     | 18 | 5     | 4     | 9     | 19     | 26     | −7     | 19  |
| 8.  | Paragwaj  | 18 | 3     | 7     | 8     | 12     | 26     | −14    | 16  |
| 9.  | Boliwia   | 18 | 4     | 3     | 11    | 23     | 42     | −19    | 15  |
| 10. | Wenezuela | 18 | 3     | 1     | 14    | 14     | 34     | −20    | 10  |

## Wyniki

### Kolejka 1
| 9 października 2020 00:30 CEST | Paragwaj · Án. Romero 66', 81' | 2:2(0:0)Raport | Peru · 52', 85' Carrillo | Estadio Defensores del Chaco, Asunción Widzów: 0 Sędzia: Néstor Pitana |
|                                |                                |                |                          |                                                                        |

| 9 października 2020 00:45 CEST | Urugwaj · L. Suárez 39' (k.) · Gómez 90+3' | 2:1(1:0)Raport | Chile · 54' Sánchez | Estadio Centenario, Montevideo Widzów: 0 Sędzia: Éber Aquino |
|                                |                                            |                |                     |                                                              |

| 9 października 2020 02:30 CEST | Argentyna · Messi 13' (k.) | 1:0(1:0)Raport | Ekwador | La Bombonera, Buenos Aires Widzów: 0 Sędzia: Roberto Tobar |
|                                |                            |                |         |                                                            |

| 10 października 2020 01:30 CEST | Kolumbia · Zapata 16' · Muriel 26', 45+3' | 3:0(3:0)Raport | Wenezuela | Estadio Metropolitano Roberto Meléndez, Barranquilla Widzów: 0 Sędzia: Guillermo Guerrero |
|                                 |                                           |                |           |                                                                                           |

| 10 października 2020 02:30 CEST | Brazylia · Marquinhos 16' · Firmino 30', 49' · Carrasco 66' (sam.) · Coutinho 73' | 5:0(2:0)Raport | Boliwia | Estádio do Morumbi, São Paulo Widzów: 0 Sędzia: Leodán González |
|                                 |                                                                                   |                |         |                                                                 |

### Kolejka 2
| 13 października 2020 22:00 CEST | Boliwia · Moreno 24' | 1:2(1:1)Raport | Argentyna · 45' La. Martínez · 79' J. Correa | Estadio Hernando Siles, La Paz Widzów: 0 Sędzia: Diego Haro |
|                                 |                      |                |                                              |                                                             |

| 13 października 2020 23:00 CEST | Ekwador · M. Caicedo 15' · Estrada 45+4', 52' · Plata 75' | 4:2(2:0)Raport | Urugwaj · 84' (k.), 90+5' (k.) L. Suárez | Estadio Rodrigo Paz Delgado, Quito Widzów: 0 Sędzia: Wilmar Roldán |
|                                 |                                                           |                |                                          |                                                                    |

| 14 października 2020 00:00 CEST | Wenezuela | 0:1(0:0)Raport | Paragwaj · 85' Giménez | Estadio Metropolitano de Mérida, Mérida Widzów: 0 Sędzia: Andrés Rojas |
|                                 |           |                |                        |                                                                        |

| 14 października 2020 02:00 CEST | Peru · Carrillo 5' · Tapia 59' | 2:4(1:1)Raport | Brazylia · 28' (k), 83' (k.), 90+4' Neymar · 64' Richarlison | Stadion Narodowy w Limie, Lima Widzów: 0 Sędzia: Julio Bascuñán |
|                                 |                                |                |                                                              |                                                                 |

| 14 października 2020 02:30 CEST | Chile · Vidal 37' (k.) · Sánchez 41' | 2:2(2:1)Raport | Kolumbia · 6' Lerma · 90+1' Falcao | Estadio Nacional de Chile, Santiago Widzów: 0 Sędzia: Darío Herrera |
|                                 |                                      |                |                                    |                                                                     |

### Kolejka 3
| 12 listopada 2020 21:00 CET | Boliwia · Arce 37' · Moreno 60' | 2:3(1:0)Raport | Ekwador · 46' B. Caicedo · 55' Mena · 88' (k.) Gruezo | Estadio Hernando Siles, La Paz Widzów: 0 Sędzia: Wilton Sampaio |
|                             |                                 |                |                                                       |                                                                 |

| 13 listopada 2020 01:00 CET | Argentyna · González 41' | 1:1(1:1)Raport | Paragwaj · 21' (k.) Án. Romero | La Bombonera, Buenos Aires Widzów: 0 Sędzia: Raphael Claus |
|                             |                          |                |                                |                                                            |

| 13 listopada 2020 21:30 CET | Kolumbia | 0:3(0:1)Raport | Urugwaj · 5' Cavani · 54' (k.) L. Suárez · 73' Núñez | Estadio Metropolitano Roberto Meléndez, Barranquilla Widzów: 0 Sędzia: Fernando Rapallini |
|                             |          |                |                                                      |                                                                                           |

| 14 listopada 2020 00:00 CET | Chile · Vidal 19', 34' | 2:0(2:0)Raport | Peru | Estadio Nacional de Chile, Santiago Widzów: 0 Sędzia: Esteban Ostojich |
|                             |                        |                |      |                                                                        |

| 14 listopada 2020 01:30 CET | Brazylia · Firmino 66' | 1:0(0:0)Raport | Wenezuela | Estádio do Morumbi, São Paulo Widzów: 0 Sędzia: Juan Gabriel Benítez |
|                             |                        |                |           |                                                                      |

### Kolejka 4
| 17 listopada 2020 22:00 CET | Wenezuela · Mago 9' · Rondón 81' | 2:1(1:1)Raport | Chile · 15' Vidal | Estadio Olímpico w Caracas, Caracas Widzów: 0 Sędzia: Patricio Loustau |
|                             |                                  |                |                   |                                                                        |

| 17 listopada 2020 22:00 CET | Ekwador · Arboleda 7' · Mena 9' · Estrada 32' · Arreaga 39' · Plata 78' · Estupiñán 90+1' | 6:1(4:1)Raport | Kolumbia · 45+1' (k.) Rodríguez | Estadio Rodrigo Paz Delgado, Quito Widzów: 0 Sędzia: Jesús Valenzuela |
|                             |                                                                                           |                |                                 |                                                                       |

| 18 listopada 2020 00:00 CET | Urugwaj | 0:2(0:2)Raport | Brazylia · 33' Arthur · 45' Richarlison | Estadio Centenario, Montevideo Widzów: 0 Sędzia: Roberto Tobar |
|                             |         |                |                                         |                                                                |

| 18 listopada 2020 00:00 CET | Paragwaj · Án. Romero 19' (k.) · Romero Gamarra 72' | 2:2(1:2)Raport | Boliwia · 41' Moreno · 45' B. Céspedes | Estadio Defensores del Chaco, Asunción Widzów: 0 Sędzia: Alexis Herrera |
|                             |                                                     |                |                                        |                                                                         |

| 18 listopada 2020 01:30 CET | Peru | 0:2(0:2)Raport | Argentyna · 17' González · 28' La. Martínez | Stadion Narodowy w Limie, Lima Widzów: 0 Sędzia: Wilmar Roldán |
|                             |      |                |                                             |                                                                |

### Kolejka 5
| 10 października 2021 22:00 CEST | Boliwia · R. Vaca 83' | 1:0(0:0)Raport | Peru | Estadio Hernando Siles, La Paz Sędzia: Guillermo Guerrero |
|                                 |                       |                |      |                                                           |

| 10 października 2021 22:30 CEST | Wenezuela · Machís 45+1' · Bello 64' | 2:1(1:1)Raport | Ekwador · 37' (k.) Valencia | Estadio Olímpico w Caracas, Caracas Sędzia: Andrés Cunha |
|                                 |                                      |                |                             |                                                          |

| 10 października 2021 23:00 CEST | Kolumbia | 0:0(0:0)Raport | Brazylia | Estadio Metropolitano Roberto Meléndez, Barranquilla Sędzia: Patricio Loustau |
|                                 |          |                |          |                                                                               |

| 11 października 2021 01:30 CEST | Argentyna · Messi 38' · De Paul 44' · La. Martínez 62' | 3:0(2:0)Raport | Urugwaj | Estadio Monumental, Buenos Aires Sędzia: Roberto Tobar |
|                                 |                                                        |                |         |                                                        |

| 11 października 2021 02:00 CEST | Chile · Brereton 69' · Isla 72' | 2:0(0:0)Raport | Paragwaj | Estadio Nacional de Chile, Santiago Sędzia: Néstor Pitana |
|                                 |                                 |                |          |                                                           |

### Kolejka 6
| 5 września 2021 21:00 CEST | Brazylia | Raport | Argentyna | Itaipava Arena Pernambuco, Recife Sędzia: Jesús Valenzuela |
|                            |          |        |           |                                                            |

| 22 września 2022 02:00 CEST | Brazylia | Raport | Argentyna | Arena Corinthians, São Paulo |
|                             |          |        |           |                              |

| 5 września 2021 23:00 CEST | Ekwador | 0:0(0:0)Raport | Chile | Estadio Rodrigo Paz Delgado, Quito Sędzia: Facundo Tello |
|                            |         |                |       |                                                          |

| 6 września 2021 00:00 CEST | Urugwaj · De Arrascaeta 15', 67' (k.) · Valverde 31' · Álvarez 47' | 4:2(2:0)Raport | Boliwia · 59', 84' (k.) Moreno | Estadio Centenario, Montevideo Sędzia: Eber Aquino |
|                            |                                                                    |                |                                |                                                    |

| 6 września 2021 00:00 CEST | Paragwaj · Sanabria 40' | 1:1(1:0)Raport | Kolumbia · 53' (k.) Cuadrado | Estadio Defensores del Chaco, Asunción Sędzia: Raphael Claus |
|                            |                         |                |                              |                                                              |

| 6 września 2021 03:00 CEST | Peru · Cueva 35' | 1:0(1:0)Raport | Wenezuela | Stadion Narodowy w Limie, Lima Sędzia: Luis Quiroz |
|                            |                  |                |           |                                                    |

### Kolejka 7
| 3 czerwca 2021 22:00 CEST | Boliwia · Moreno 5', 83' · Di. Bejarano 60' | 3:1(1:1)Raport | Wenezuela · 26' Chancellor | Estadio Hernando Siles, La Paz Sędzia: Jhon Ospina |
|                           |                                             |                |                            |                                                    |

| 4 czerwca 2021 00:00 CEST | Urugwaj | 0:0(0:0)Raport | Paragwaj | Estadio Centenario, Montevideo Sędzia: Wilmar Roldán |
|                           |         |                |          |                                                      |

| 4 czerwca 2021 02:00 CEST | Argentyna · Messi 23' (k.) | 1:1(1:1)Raport | Chile · 36' Sánchez | Estadio Único Madre de Ciudades, Santiago del Estero Sędzia: Jesús Valenzuela |
|                           |                            |                |                     |                                                                               |

| 4 czerwca 2021 04:00 CEST | Peru | 0:3(0:1)Raport | Kolumbia · 40' Mina · 49' Uribe · 55' Díaz | Stadion Narodowy w Limie, Lima Sędzia: Wilton Sampaio |
|                           |      |                |                                            |                                                       |

| 5 czerwca 2021 02:30 CEST | Brazylia · Richarlison 65' · Neymar 90+4' (k.) | 2:0(0:0)Raport | Ekwador | Itaipava Arena Fonte Nova, Salvador Sędzia: Alexis Herrera |
|                           |                                                |                |         |                                                            |

### Kolejka 8
| 8 czerwca 2021 23:00 CEST | Ekwador · Plata 90+3' | 1:2(0:0)Raport | Peru · 63' Cueva · 89' Advíncula | Estadio Rodrigo Paz Delgado, Quito Sędzia: Esteban Ostojich |
|                           |                       |                |                                  |                                                             |

| 9 czerwca 2021 00:30 CEST | Wenezuela | 0:0(0:0)Raport | Urugwaj | Estadio Olímpico w Caracas, Caracas Sędzia: Anderson Daronco |
|                           |           |                |         |                                                              |

| 9 czerwca 2021 01:00 CEST | Kolumbia · Muriel 51' (k.) · Borja 90+4' | 2:2(0:2)Raport | Argentyna · 3' Romero · 8' Paredes | Estadio Metropolitano Roberto Meléndez, Barranquilla Sędzia: Roberto Tobar |
|                           |                                          |                |                                    |                                                                            |

| 9 czerwca 2021 02:30 CEST | Paragwaj | 0:2(0:1)Raport | Brazylia · 4' Neymar · 90+3' Paquetá | Estadio Defensores del Chaco, Asunción Sędzia: Patricio Loustau |
|                           |          |                |                                      |                                                                 |

| 9 czerwca 2021 03:30 CEST | Chile · Pulgar 69' | 1:1(0:0)Raport | Boliwia · 81' (k.) Moreno | Estadio San Carlos de Apoquindo, Santiago Sędzia: Eber Aquino |
|                           |                    |                |                           |                                                               |

### Kolejka 9
| 2 września 2021 22:00 CEST | Boliwia · Saucedo 83' | 1:1(0:0)Raport | Kolumbia · 69' Martínez | Estadio Hernando Siles, La Paz Sędzia: Alexis Herrera |
|                            |                       |                |                         |                                                       |

| 2 września 2021 23:00 CEST | Ekwador · Torres 88' · Estrada 90+5' | 2:0(0:0)Raport | Paragwaj | Estadio Rodrigo Paz Delgado, Quito Sędzia: Andrés Matonte |
|                            |                                      |                |          |                                                           |

| 3 września 2021 02:00 CEST | Wenezuela · Soteldo 90+4' (k.) | 1:3(0:1)Raport | Argentyna · 45+2' La. Martínez · 71' J. Correa · 74' Á. Correa | Estadio Olímpico w Caracas, Caracas Sędzia: Leodán González |
|                            |                                |                |                                                                |                                                             |

| 3 września 2021 03:00 CEST | Peru · Tapia 25' | 1:1(1:1)Raport | Urugwaj · 29' De Arrascaeta | Estadio Defensores del Chaco, Asunción Sędzia: Néstor Pitana |
|                            |                  |                |                             |                                                              |

| 3 września 2021 03:00 CEST | Chile | 0:1(0:0)Raport | Brazylia · 64' Ribeiro | Estadio Nacional de Chile, Santiago Sędzia: Diego Haro |
|                            |       |                |                        |                                                        |

### Kolejka 10
| 10 września 2021 00:30 CEST | Urugwaj · Pereiro 90+2' | 1:0(0:0)Raport | Ekwador | Estadio Campeón del Siglo, Montevideo Sędzia: Anderson Daronco |
|                             |                         |                |         |                                                                |

| 10 września 2021 00:30 CEST | Paragwaj · D. Martínez 7' · Romero Gamarra 46' | 2:1(1:0)Raport | Wenezuela · 90' Chancellor | Estadio Defensores del Chaco, Asunción Sędzia: Roberto Tobar |
|                             |                                                |                |                            |                                                              |

| 10 września 2021 01:00 CEST | Kolumbia · Borja 19' (k.), 20' · Luis Díaz 74' | 3:1(2:0)Raport | Chile · 56' Meneses | Estadio Metropolitano Roberto Meléndez, Barranquilla Sędzia: Andrés Cunha |
|                             |                                                |                |                     |                                                                           |

| 10 września 2021 01:30 CEST | Argentyna · Messi 14', 64', 88' | 3:0(1:0)Raport | Boliwia | Estadio Monumental, Buenos Aires Sędzia: Kevin Ortega |
|                             |                                 |                |         |                                                       |

| 10 września 2021 02:30 CEST | Brazylia · Ribeiro 15' · Neymar 40' | 2:0(2:0)Raport | Peru | Itaipava Arena Pernambuco, Recife Sędzia: Wilmar Roldán |
|                             |                                     |                |      |                                                         |

### Kolejka 11
| 8 października 2021 01:00 CEST | Urugwaj | 0:0(0:0)Raport | Kolumbia | Estadio Gran Parque Central, Montevideo Sędzia: Jesús Valenzuela |
|                                |         |                |          |                                                                  |

| 8 października 2021 01:00 CEST | Paragwaj | 0:0(0:0)Raport | Argentyna | Estadio Defensores del Chaco, Asunción Sędzia: Anderson Daronco |
|                                |          |                |           |                                                                 |

| 8 października 2021 01:30 CEST | Wenezuela · Ramírez 11' | 1:3(1:0)Raport | Brazylia · 71' Marquinhos · 85' (k.) Gabriel Barbosa · 90+5' Antony | Estadio Olímpico w Caracas, Caracas Sędzia: Kevin Ortega |
|                                |                         |                |                                                                     |                                                          |

| 8 października 2021 02:30 CEST | Ekwador · Estrada 13' · Valencia 16', 18' | 3:0(3:0)Raport | Boliwia | Estadio Monumental Isidro Romero Carbo, Guayaquil Sędzia: Wilmar Roldán |
|                                |                                           |                |         |                                                                         |

| 8 października 2021 03:00 CEST | Peru · Cueva 36' · Peña 64' | 2:0(1:0)Raport | Chile | Stadion Narodowy w Limie, Lima Sędzia: Christian Ferreyra |
|                                |                             |                |       |                                                           |

### Kolejka 12
| 14 października 2021 23:00 CEST | Kolumbia | 0:0(0:0)Raport | Ekwador | Estadio Metropolitano Roberto Meléndez, Barranquilla Sędzia: Diego Haro |
|                                 |          |                |         |                                                                         |

| 15 października 2021 02:30 CEST | Brazylia · Neymar 10' · Raphinha 18', 58' · Gabriel Barbosa 83' | 4:1(2:0)Raport | Urugwaj · 77' L. Suárez | Arena da Amazônia, Manaus Sędzia: Fernando Rapallini |
|                                 |                                                                 |                |                         |                                                      |

| 14 października 2021 22:00 CEST | Boliwia · Ramallo 21' · Villarroel 53' · Abrego 84' · Fernandez 90+4' | 4:0(1:0)Raport | Paragwaj | Estadio Hernando Siles, La Paz Sędzia: Andres Matias Matonte Cabrera |
|                                 |                                                                       |                |          |                                                                      |

| 15 października 2021 01:30 CEST | Argentyna · La. Martínez 43' | 1:0(1:0)Raport | Peru | Estadio Monumental, Buenos Aires Sędzia: Wilton Sampaio |
|                                 |                              |                |      |                                                         |

| 15 października 2021 02:00 CEST | Chile · Pulgar 18', 37' · Brereton 70' | 3:0(2:0)Raport | Wenezuela | Estadio San Carlos de Apoquindo, Santiago Sędzia: Raphael Claus |
|                                 |                                        |                |           |                                                                 |

### Kolejka 13
| 11 listopada 2021 22:00 CET | Ekwador · Hincapié 41' | 1:0(1:0)Raport | Wenezuela | Estadio Rodrigo Paz Delgado, Quito Sędzia: Christian Ferreyra |
|                             |                        |                |           |                                                               |

| 12 listopada 2021 00:00 CET | Paragwaj | 0:1(0:0)Raport | Chile · 56' (sam.) Silva | Estadio Defensores del Chaco, Asunción Sędzia: Patricio Loustau |
|                             |          |                |                          |                                                                 |

| 12 listopada 2021 01:30 CET | Brazylia · Paquetá 72' | 1:0(0:0)Raport | Kolumbia | Arena Corinthians, São Paulo Sędzia: Roberto Tobar |
|                             |                        |                |          |                                                    |

| 12 listopada 2021 03:00 CET | Peru · Lapadula 9' · Cueva 31' · Peña 39' | 3:0(3:0)Raport | Boliwia | Estadio Nacional, Lima Sędzia: Eber Aquino Gaona |
|                             |                                           |                |         |                                                  |

| 13 listopada 2021 00:00 CET | Urugwaj | 0:1(0:1)Raport | Argentyna · 7' Di María | Estadio Campeón del Siglo, Montevideo Sędzia: Alexis Herrera |
|                             |         |                |                         |                                                              |

### Kolejka 14
| 16 listopada 2021 21:00 CET | Boliwia · Justiniano 30', 79' · Martins 45' | 3:0(1:0)Raport | Urugwaj | Estadio Hernando Siles, La Paz Sędzia: Wilton Sampaio |
|                             |                                             |                |         |                                                       |

| 16 listopada 2021 22:00 CET | Wenezuela · Marchís 52' | 1:2(0:1)Raport | Peru · 18' Lapadula · 65' Cueva | Estadio Olímpico w Caracas, Caracas Sędzia: Bruno Arleu de Araujo |
|                             |                         |                |                                 |                                                                   |

| 17 listopada 2021 00:00 CET | Kolumbia | 0:0(0:0)Raport | Paragwaj | Estadio Metropolitano Roberto Meléndez, Barranquilla Sędzia: Facundo Tello |
|                             |          |                |          |                                                                            |

| 17 listopada 2021 00:30 CET | Argentyna | 0:0(0:0)Raport | Brazylia | Estadio San Juan del Bicentenario, San Juan Sędzia: Andres Cunha |
|                             |           |                |          |                                                                  |

| 17 listopada 2021 01:15 CET | Chile | 0:2(0:1)Raport | Ekwador · 9' Estupiñán · 90+2' M. Caicedo | Estadio San Carlos de Apoquindo, Santiago Sędzia: Fernando Rapallini |
|                             |       |                |                                           |                                                                      |

### Kolejka 15
| 27 stycznia 2022 22:00 CET | Ekwador · Torres 75' | 1:1(0:1)Raport | Brazylia · 8' Casemiro | Estadio Rodrigo Paz Delgado, Quito Sędzia: Wilmar Roldán |
|                            |                      |                |                        |                                                          |

| 28 stycznia 2022 00:00 CET | Paragwaj | 0:1(0:0)Raport | Urugwaj · 50' L. Suárez | Estadio General Pablo Rojas, Asunción Sędzia: Daio Herrera |
|                            |          |                |                         |                                                            |

| 28 stycznia 2022 01:15 CET | Chile · Brereton 21' | 1:2(1:2)Raport | Argentyna · 10' Di Maria · 34' La. Martínez | Estadio Zorros del Desierto, Calama Sędzia: Anderson Daronco |
|                            |                      |                |                                             |                                                              |

| 28 stycznia 2022 22:00 CET | Kolumbia | 0:1(0:0)Raport | Peru · 85' Flores | Estadio Metropolitano Roberto Meléndez, Barranquilla Sędzia: Jesus Valenzuela |
|                            |          |                |                   |                                                                               |

| 28 stycznia 2022 23:00 CET | Wenezuela · Rondón 24', 34', 67' · Machís 55' | 4:1(2:1)Raport | Boliwia · 38' Miranda | Estadio Agustín Tovar, Barinas Sędzia: Guillermo Guerrero |
|                            |                                               |                |                       |                                                           |

### Kolejka 16
| 1 lutego 2022 21:00 CET | Boliwia · Enoumba 37' · Moreno 88' | 2:3(1:1)Raport | Chile · 14', 86' Sánchez · 77' Núñez | Estadio Hernando Siles, La Paz Sędzia: Alexis Herrera |
|                         |                                    |                |                                      |                                                       |

| 2 lutego 2022 00:00 CET | Urugwaj · Bentancur 1' · De Arrascaeta 23' · Cavani 45+1' · L. Suárez 53' (k.) | 4:1(3:0)Raport | Wenezuela · 65' Jf. Martínez | Estadio Centenario, Montevideo Sędzia: Bruno Arleu de Araujo |
|                         |                                                                                |                |                              |                                                              |

| 2 lutego 2022 00:30 CET | Argentyna · La. Martínez 29' | 1:0(1:0)Raport | Kolumbia | Estadio Mario Alberto Kempes, Córdoba Sędzia: Raphael Claus |
|                         |                              |                |          |                                                             |

| 2 lutego 2022 01:30 CET | Brazylia · Rapinha 28' · Coutinho 62' · Antony 86' · Rodrygo 88' | 4:0(1:0)Raport | Paragwaj | Estádio Mineirão, Belo Horizonte Sędzia: Facundo Tello |
|                         |                                                                  |                |          |                                                        |

| 2 lutego 2022 03:00 CET | Peru · Flores 69' | 1:1(0:1)Raport | Ekwador · 2' Estrada | Stadion Narodowy w Limie, Lima Sędzia: Wilton Sampaio |
|                         |                   |                |                      |                                                       |

### Kolejka 17
| 25 marca 2022 00:30 CET | Urugwaj · De Arrascaeta 42' | 1:0(1:0)Raport | Peru | Estadio Centenario, Montevideo Sędzia: Anderson Daronco |
|                         |                             |                |      |                                                         |

| 25 marca 2022 00:30 CET | Kolumbia · Díaz 39' · Borja 72' · Uribe 90' | 3:0(1:0)Raport | Boliwia | Estadio Metropolitano Roberto Meléndez, Barranquilla Sędzia: Facundo Tello |
|                         |                                             |                |         |                                                                            |

| 25 marca 2022 00:30 CET | Brazylia · Neymar 44' (k.) · Vinícius Júnior 45+1' · Coutinho 72' (k.) · Richarlison 90+1' | 4:0(2:0)Raport | Chile | Maracanã, Rio de Janeiro Sędzia: Darío Herrera |
|                         |                                                                                            |                |       |                                                |

| 25 marca 2022 00:30 CET | Paragwaj · Morales 10' · Hincapié 45+6' (sam.) · Almirón 54' | 3:1(2:0)Raport | Ekwador · 85' (k.) J. Caicedo | Estadio Antonio Oddone Sarubbi, Ciudad del Este Sędzia: Jesús Valenzuela |
|                         |                                                              |                |                               |                                                                          |

| 26 marca 2022 00:30 CET | Argentyna · González 34' · Di María 79' · Messi 82' | 3:0(1:0)Raport | Wenezuela | Estadio Alberto J. Armando, Buenos Aires Sędzia: Kevin Ortega |
|                         |                                                     |                |           |                                                               |

### Kolejka 18
| 30 marca 2022 01:30 CET | Peru · Lapadula 5' · Yotún 42' | 2:0(2:0)Raport | Paragwaj | Stadion Narodowy w Limie, Lima Sędzia: Fernando Rapallini |
|                         |                                |                |          |                                                           |

| 30 marca 2022 01:30 CET | Wenezuela | 0:1(0:1)Raport | Kolumbia · 45+4' (k.) Rodríguez | Estadio Polideportivo Sur, Envigado Sędzia: Wilton Sampaio |
|                         |           |                |                                 |                                                            |

| 30 marca 2022 01:30 CET | Boliwia | 0:4(0:1)Raport | Brazylia · 24' Paquetá · 45', 90+1' Richarlison · 66' Bruno Guimarães | Estadio Hernando Siles, La Paz Sędzia: Eber Aquino |
|                         |         |                |                                                                       |                                                    |

| 30 marca 2022 01:30 CET | Chile | 0:2(0:0)Raport | Urugwaj · 79' L. Suárez · 90' Valverde | Estadio San Carlos de Apoquindo, Santiago Sędzia: Patricio Loustau |
|                         |       |                |                                        |                                                                    |

| 30 marca 2022 01:30 CET | Ekwador · Valencia 90+3' | 1:1(0:1)Raport | Argentyna · 24' Álvarez | Estadio Monumental Isidro Romero Carbo, Guayaquil Sędzia: Raphael Claus |
|                         |                          |                |                         |                                                                         |

## Strzelcy
223 bramek w 89 meczach (2,51 bramek na mecz).

### 10 goli
- Marcelo Moreno

### 8 goli
- Neymar
- Luis Suárez

### 7 goli
- Lautaro Martínez
- Lionel Messi

### 6 goli
- Richarlison
- Michael Estrada

### 5 goli
- Alexis Sánchez
- Christian Cueva
- Giorgian de Arrascaeta

### 4 gole
- Arturo Vidal
- Enner Valencia
- Miguel Borja
- Ángel Romero
- Salomón Rondón

### 3 gole
- Ángel Di María
- Nicolás González
- Juan Carlos Arce
- Philippe Coutinho
- Roberto Firmino
- Lucas Paquetá
- Raphinha
- Ben Brereton
- Erick Pulgar
- Gonzalo Plata
- Luis Díaz
- Luis Muriel
- André Carrillo
- Gianluca Lapadula
- Darwin Machís

### 2 gole
- Joaquín Correa
- Antony
- Gabriel Barbosa
- Marquinhos
- Éverton Ribeiro
- Moisés Caicedo
- Pervis Estupiñán
- Ángel Mena
- Félix Torres
- James Rodríguez
- Mateus Uribe
- Alejandro Romero
- Édison Flores
- Sergio Peña
- Renato Tapia
- Edinson Cavani
- Federico Valverde
- Jhon Chancellor

### 1 gol
- Julián Álvarez
- Ángel Correa
- Rodrigo De Paul
- Leandro Paredes
- Cristian Romero
- Víctor Ábrego
- Diego Bejarano
- Boris Céspedes
- Marc Enoumba
- Roberto Fernández
- Bruno Miranda
- Rodrigo Ramallo
- Fernando Saucedo
- Ramiro Vaca
- Moisés Villarroel
- Arthur
- Casemiro
- Rodrygo
- Bruno Guimarães
- Vinícius Júnior
- Mauricio Isla
- Jean Meneses
- Marcelino Núñez
- Robert Arboleda
- Xavier Arreaga
- Beder Caicedo
- Jordy Caicedo
- Carlos Gruezo
- Piero Hincapié
- Juan Cuadrado
- Radamel Falcao
- Jefferson Lerma
- Roger Martínez
- Yerry Mina
- Duván Zapata
- Miguel Almirón
- Gastón Giménez
- David Martínez
- Robert Morales
- Antonio Sanabria
- Luis Advíncula
- Yoshimar Yotún
- Agustín Álvarez
- Rodrigo Bentancur
- Maximiliano Gómez
- Darwin Núñez
- Gastón Pereiro
- Eduard Bello
- Luis Mago
- Josef Martínez
- Eric Ramírez
- Yeferson Soteldo

### Gole samobójcze
- José María Carrasco (dla  Brazylii)
- Piero Hincapié (dla  Paragwaju)
- Antony Silva (dla  Chile)